# Thierry Mugler

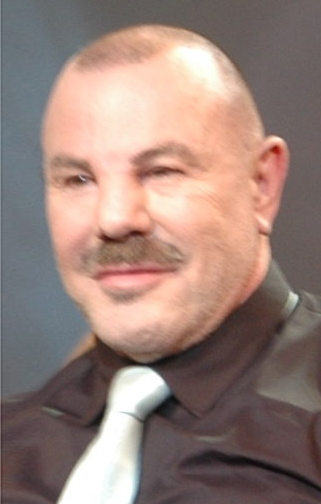
Thierry Mugler.

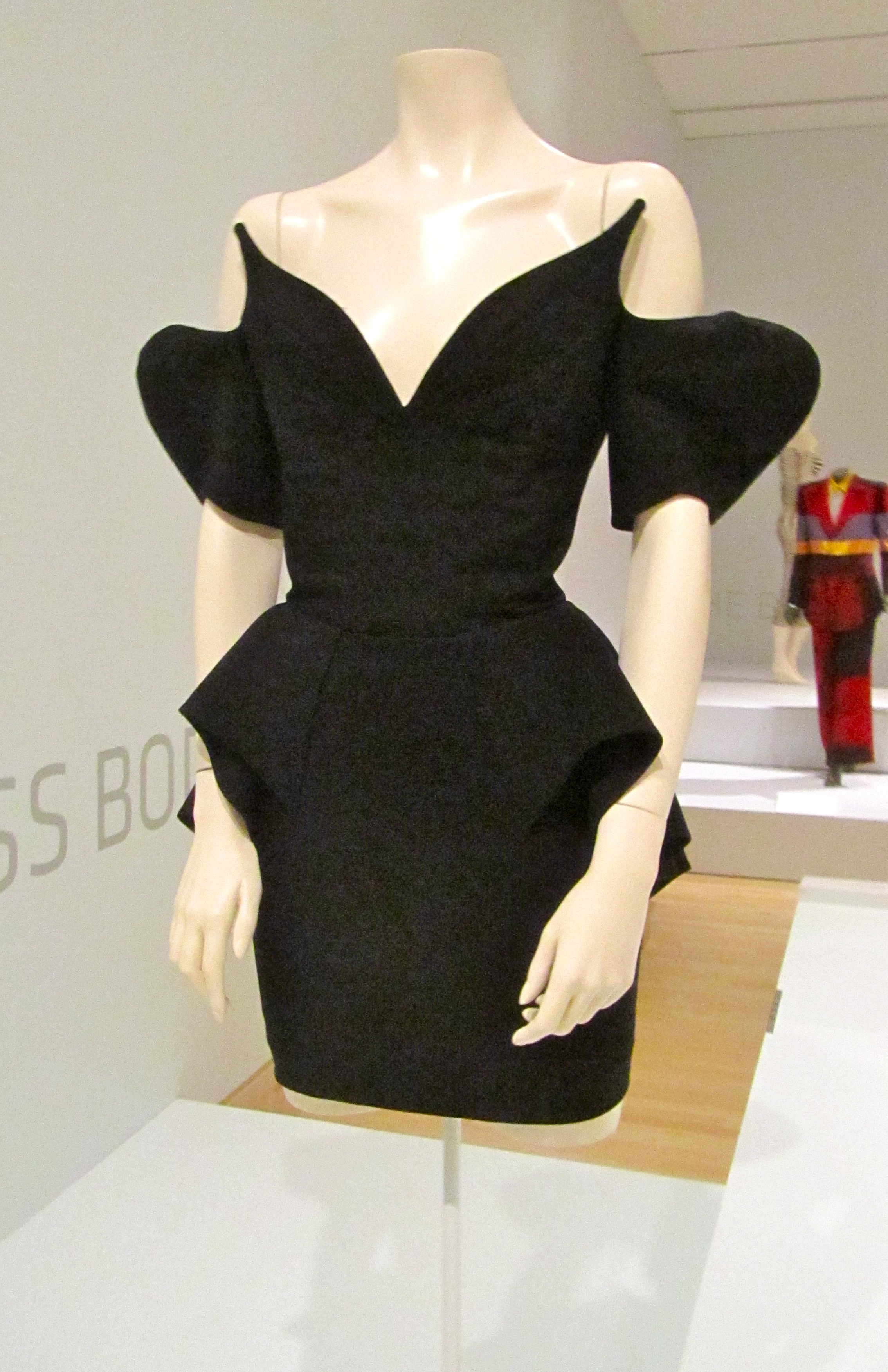
Aftonklänning av Mugler med den för honom karaktäristiska dramatiska svarta silhuetten.

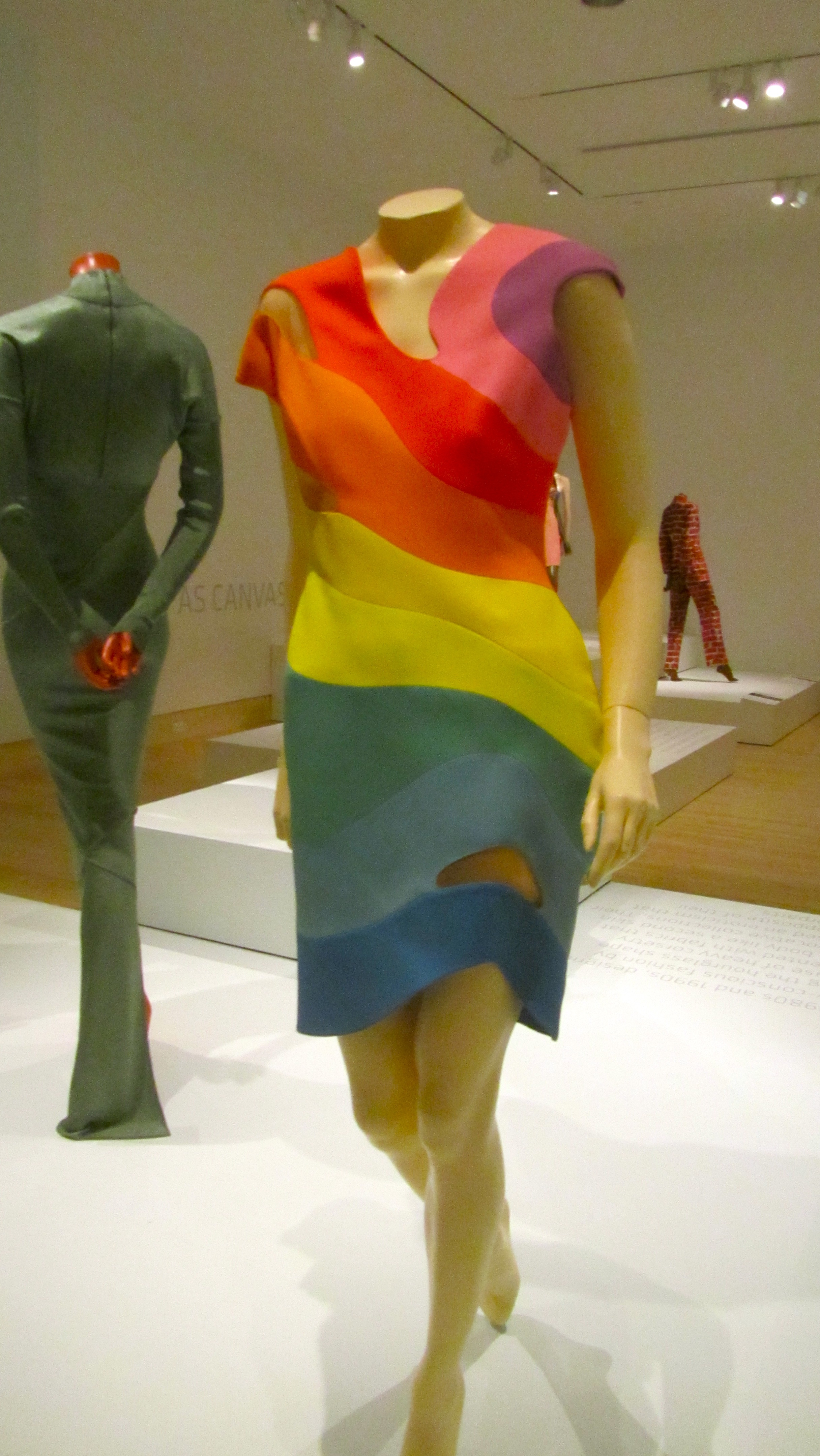
Klänning av Mugler.

Thierry Mugler, född 21 december 1948 i Strasbourg, död 23 januari 2022 i Vincennes i Val-de-Marne, var en fransk modeskapare. 
1973 skapade Mugler sin första kollektion och grundade sedan modehus i eget namn. Han orsakade tidigt sensation med sin uppstramade och mörkt sensuella stil, som utgjorde ett brott med tidens mer mjuka och bohemiska mode. Återkommande teman i Muglers kreationer är referenserna till 1930- och 40-talets Hollywoodstjärnor, korsetterade midjor, breda axlar, människorobotar och blandningen av okonventionella material som vinyl och plast tillsammans med mer traditionella som päls, siden och sammet. 
Under 1980- och 90-talet blev Mugler en av världens mest kända modeskapare och nådde en närmast ikonisk status med många uppdrag för artister, skådespelare och andra celebriteter. Vid sina spektakulära modevisningar anlitade han supermodeller och filmstjärnor och skapade en dramatisk scenografi, ofta med sin symbol, den blå stjärnan, i bakgrunden. 1992 gjorde han sin första haute couture-kollektion.
Förutom klädskapandet är Mugler även verksam som stylist, fotograf och film- och videoregissör. För artisten George Michael regisserade han videon "Too Funky" 1992, där många av tidens supermodeller uppträder i Muglers egna kreationer. Han har även samarbetat med regissören Robert Altman.
2002 lämnade Mugler sitt eget modehus men har sedan dess fortsatt att göra parfymer och scenkostymer, bland annat för sångerskan Beyoncé Knowles.